# Alison Fraser
Alison Fraser (Natick, 8 luglio 1955) è un'attrice e cantante statunitense.

## Biografia
Ha recitato in diversi musical a New York e nel resto degli Stati Uniti, tra cui: Drood! (Broadway, 1985), Romance/Romance (Broadway, 1988; candidata al Tony Award alla miglior attrice protagonista in un musical), The Secret Garden (Broadway, 1991; candidata al Drama Desk Award e al Tony Award alla miglior attrice non protagonista in un musical), Falsettos (Broadway, 1992), Wicked (Chicago, 2005) e Gypsy: A Musical Fable (Broadway, 2008).
Nel corso della sua carriera si è esibita come solista in prestigiose sedi come la Carnegie Hall, la Casa Bianca, Town Hall, The Brooklyn Botanic Garden, The Tisch Center for the Arts, The Folger Shakespeare Library, The Wilma, The Emelin, Joe's Pub, 54 Below e Symphony space.

## Filmografia parziale

### Cinema
- Ricomincio da me (The Thing About My Folks), regia di Raymond De Felitta (2005)

### Televisione
- Law & Order - Unità vittime speciali (Law & Order: Special Victims Unit) - serie TV, episodio 5x08 (2003)
- The L Word - serie TV, episodio 1x11 (2004)
- Jack in a Box - serie TV, 3 episodi (2010-2012)
- It Could Be Worse - serie TV, 12 episodi (2013-2014)
- Happyish - serie TV, 3 episodi (2015)
- High Maintenance - serie TV, episodio 1x05 (2016)
- Happy! - serie TV, episodio 1x03 (2017)
- Gotham - serie TV, episodio 4x18 (2018)
- Il rumore della vita (The Sound of Silence), regia di Michael Tyburski - film TV (2019)
- Blue Bloods - serie TV, episodio 13x14 (2023)

## Doppiatrici italiane
Nelle versioni in italiano delle opere in cui ha recitato, Alison Fraser è stata doppiata da:
- Chiara Salerno in Blue Bloods